# Barabattoia amicorum
Barabattoia amicorum är en korallart som först beskrevs av Milne Edwards och Jules Haime 1850.  Barabattoia amicorum ingår i släktet Barabattoia och familjen Faviidae. IUCN kategoriserar arten globalt som livskraftig. Inga underarter finns listade i Catalogue of Life.